# カリュービーヤ県
カリュービーヤ県（カリュービーヤけん、アラビア語: محافظة القليوبية、Qalyubia Governorate）は、エジプトの県。面積1,001km²、2014年の人口は
498万9302人。

## 概要
エジプト北部、カイロの都市圏に属する。県都はバンハー。鶏、卵、アンズ、オレンジなどが主な産業である。

## 隣接する県
- ガルビーヤ県
- ダカリーヤ県
- シャルキーヤ県
- カイロ県
- ギーザ県
- ミヌーフィーヤ県